# Zliten
Zliten (in arabo زليطن‎?, Zlītan) è una città della Libia che si trova sulla costa del Mediterraneo, nel distretto di al-Murgub della regione storica della Tripolitania. La popolazione stimata è di circa 100 000 abitanti.
Il centro della città si trova 4 km sulle rive del Mediterraneo, tra e Misurata, da cui dista circa 60 km, e Al Khums, da cui dista circa 35 km. La distanza per Tripoli è circa 160 km

## Storia
Durante la guerra italo-turca fu occupata dagli Italiani il 1º dicembre 1912. Abbandonata dopo la ritirata del 1915, fu nuovamente rioccupata dalle truppe del Regio Esercito il 23 febbraio 1923.